# StarDict
StarDict е многоплатформен компютърен речник, разпространяван като свободен софтуер. Разработва се от Ху Дженг, който продължава проекта, наречен тогава StarDic, дело на Ма Суан.

## Възможности
- Търсене чрез шаблони.
- Пълнотекстово търсене – изпълнява се бавно, но позволява да се търси в целия текст на статиите за думи.
- Превод на текст.